# چان واتاناکا
چان واتاناکا (انگلیسی: Chan Vathanaka؛ زادهٔ ۲۳ ژانویهٔ ۱۹۹۴) یک بازیکن فوتبال اهل کامبوج است. وی همچنین در تیم ملی فوتبال کامبوج بازی کرده‌است.